# Cratere Rae
Rae  è un cratere sulla superficie di Venere.